# Clodia

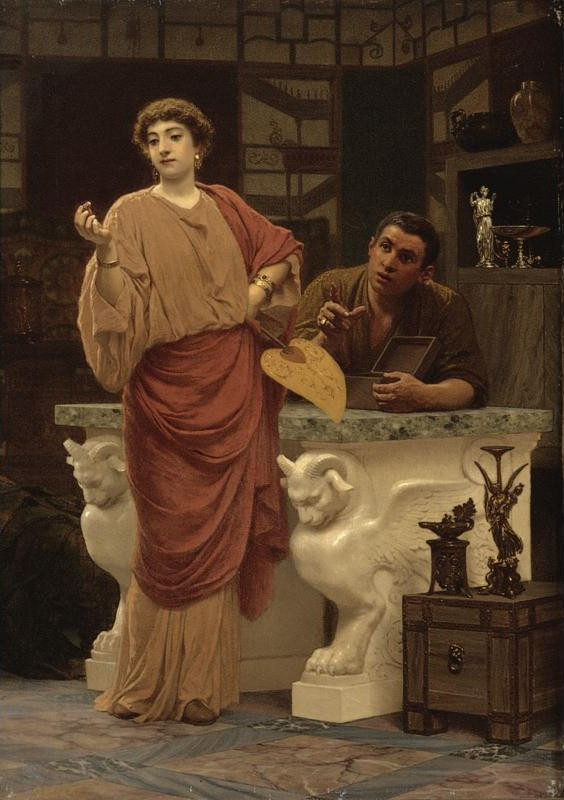
Lesbia, dipinto del pittore Stefano Bakalovich.

(Gaio Valerio Catullo, Carme V)
Clodia Pulcra (in latino Clodia Pulchra; 94 a.C. circa – post 45 a.C.), nata con il nome patrizio di Claudia Pulcra e nota semplicemente come Clodia, è stata una nobildonna romana del I secolo a.C., figlia di Appio Claudio Pulcro console nel 79 a.C. e di Cecilia Metella Balearica minore, sorella di Publio Clodio Pulcro e moglie del proconsole Quinto Cecilio Metello Celere.

## Biografia
Oltre al tribuno della plebe Publio Clodio Pulcro e a due fratelli Appio Claudio e Gaio Claudio, aveva una sorella maggiore, Clodia Terzia, moglie di Quinto Marcio Re e una sorella minore, Clodia Quinta, moglie del generale Lucullo.
Seguendo le scelte populiste del fratello mutò il proprio nome da Claudia in Clodia, secondo la pronuncia popolare del nome che prevedeva la chiusura dei dittonghi; e con tale secondo nome è nota alla storia e citata dall'oratore Cicerone nel suo epistolario.
Secondo l'attestazione di Apuleio, Clodia è identificabile nella Lesbia di Catullo, cantata in diverse poesie a partire dal Carme V e così chiamata in onore di Saffo, poetessa dell'isola greca di Lesbo. Il poeta preferì cantare del suo amore per questa donna senza riferirne il nome. Nell'Ottocento, il filologo tedesco Ludwig Schwabe stabilì l'identificazione di Lesbia con Clodia per considerazioni di ordine cronologico e per i punti di contatto tra la sua descrizione nei carmi catulliani e quella tratteggiata da Cicerone nella Pro Caelio.  Tuttavia una minoranza di studiosi non esclude ancora oggi che la Lesbia catulliana corrispondeva invece a una delle due sorelle di Clodia.
Clodia è protagonista dell'orazione Pro Caelio di Cicerone. Difendendo Marco Celio Rufo contro accuse gravi de vi (di sovversione violenta contro l'ordine pubblico), il grande oratore sosteneva che tutte queste accuse fossero fondate su nulla di più che la vanità ferita di Clodia, che era stata abbandonata dal suo amante Celio. In questo testo Clodia viene ritratta come una matrona dell'alta aristocrazia, che vive la vita godereccia di una prostituta.
Abile amministratrice dei propri beni dopo la morte di Metello Celere, Clodia è citata un'ultima volta da Cicerone fra maggio e luglio del 45 a.C., quando è intenzionato a comprare gli horti Clodiae sulle rive del Tevere; si rivolge all'amico Attico perché faccia da intermediario e compri i giardini.
Dal matrimonio con Metello Celere Clodia ebbe almeno una figlia; Cecilia Metella (nata attorno al 70 a.C.), che sposò nel 53 a.C. Publio Cornelio Lentulo Spintere; come la madre si distinse per la vita licenziosa e i molti adulteri. Fra questi il più noto fu quello con Publio Cornelio Dolabella, genero di Cicerone, che portò nel 45 a.C. al divorzio di Lentulo dalla stessa Metella. Altri amori di Metella furono il poeta Ticida, che scrisse di Metella chiamandola Perilla, ed Esopo, un ricco cavaliere, che fu fedele cliente della gens dei Cecili Metelli.